# Un alieno in patria
Un alieno in patria è un programma televisivo italiano di genere talk show in onda su Rai 3 dal 29 marzo 2025 il sabato in access prime time.

## Il programma
Il talk show, in onda il sabato in access prime time nella primavera 2025, è condotto da Peter Gomez e Manuela Moreno, che lascia la conduzione di TG2 Post, venendo sostituita da Monica Giandotti. Il segmento finale, nonché seconda parte del programma si intitola Gli alieni siamo noi.
Figura inoltre Paolo Rossi come presenza fissa.

## Puntate
| Puntata | Data           | Ospiti | Un alieno in patria | Un alieno in patria | Gli alieni siamo noi | Gli alieni siamo noi | Fonte  |
| Puntata | Data           | Ospiti | Telespettatori      | Share               | Telespettatori       | Share                | Fonte  |
| ------- | -------------- | --- | ------------------- | ------------------- | -------------------- | -------------------- | ------ |
| 1       | 29 marzo 2025  | Rula Jebreal, Gianfranco Fini, Michele Ainis                                                                                   | 677.000             | 3,7%                | 421.000              | 2,3%                 | [ 3 ]  |
| 2       | 5 aprile 2025  | Paolo Mieli, Sergio Rubini | 602.000             | 3,6%                | 450.000              | 2,5%                 | [ 4 ]  |
| 3       | 12 aprile 2025 | Carlo Lucarelli, Lidia Ravera, Gianrico Carofiglio, Annalisa Terranova                                                         | 602.000             | 3,6%                | N.D.                 | N.D.                 | [ 5 ]  |
| 4       | 26 aprile 2025 | Rosy Bindi, Antonio Padellaro, Alessandro Campi, Luca Casarini, Paolo Ruffini                                                  | 774.000             | 4,5%                | 815.000              | 4,7%                 | [ 6 ]  |
| 5       | 3 maggio 2025  | Luciana Castellina, Paolo Mieli, Renata Polverini, Piero Schiavazzi, Dario Fabbri, Veronica Pivetti                            | 633.000             | 4%                  | 409.000              | 2,4%                 | [ 7 ]  |
| 6       | 10 maggio 2025 | Nicola Gratteri, Dacia Maraini, Piero Schiavazzi, Alessandro Campi, Alberto Negri, Mario Tozzi                                 | 536.000             | 3,2%                | 330.000              | 1,9%                 | [ 8 ]  |
| 7       | 17 maggio 2025 | Sigfrido Ranucci, Rula Jebreal, Francesco Giubilei, Pier Francesco Zazo, Stefania Sandrelli, Domenico Iannacone                | 717.000             | 4,5%                | 579.000              | 3,3%                 | [ 9 ]  |
| 8       | 24 maggio 2025 | Giulio Tremonti, Maria Latella, Giulio Sapelli, Carlo Cottarelli, Brunori Sas, Cathy La Torre, Fabio Tamburini, Franco Bernabè | 544.000             | 3,4%                | 429.000              | 2,6%                 | [ 10 ] |
| 9       | 31 maggio 2025 | Alessandro Di Battista, Mario Sechi, Alessandra Ghisleri, Massimo Lugli, Flaminia Bolzan, Chiara Francini, Mario Martone       | 477.000             | 3%                  | 352.000              | 1,9%                 | [ 11 ] |
| 10      | 7 giugno 2025  | Lucio Caracciolo, Luigi de Magistris, Alessandro Sallusti, Emanuele Fiano, Francesca Pascale                                   | 648.000             | 4,6%                | 580.000              | 3,8%                 | [ 12 ] |
| 11      | 14 giugno 2025 | Pegah Moshir Pour, Dario Fabbri, Tommaso Cerno, Tomaso Montanari, Fausto Bertinotti, Caterina Guzzanti                         | 624.000             | 4,6%                | 478.000              | 3,3%                 | [ 13 ] |